# Lac Surprise
Der Lac Surprise ist ein See in der regionalen Grafschaftsgemeinde Jamésie im Südwesten der kanadischen Provinz Québec.

## Lage
Der 55 km² große See liegt 45 km südlich von Chapais. Er wird vom Fluss Rivière Roy, einem linken Nebenfluss des Rivière Opawica, in nördlicher Richtung durchflossen. Über mehrere Stromschnellen fließt das Wasser des Lac Surprise zum nördlich gelegenen Lac Caopatina ab.

## Etymologie
Seit 1935 trägt der See seinen Namen offiziell. Surprise ist das französische Wort für „Überraschung“. Mehr als 20 weitere Seen in Québec tragen denselben Namen.